# Калория
Кало́рия (лат. calor — тепло, жар) — внесистемная единица количества теплоты; энергия, необходимая для нагревания 1 грамма воды с 19,5 до 20,5 градусов Цельсия. Определены и используются три разновидности калории, немного различающиеся своей величиной. В Российской Федерации все три вида калории допущены к использованию в качестве внесистемных единиц без ограничения срока с областью применения «промышленность». В то же время Международная организация законодательной метрологии (МОЗМ) относит калорию к таким единицам измерения, «которые должны быть изъяты из обращения как можно скорее там, где они используются в настоящее время, и которые не должны вводиться, если они не используются». Первым термин «калория» применил шведский физик Иоганн Вильке (1732—1796).

## Этимология и история
Само слово происходит от фр. calorie, которое, в свою очередь, происходит от лат. calor, означающего «тепло». Ранее также были распространены термины «малая калория» (соответствует современной калории) и «большая калория» (соответствует современной килокалории). «Большая» калория была впервые представлена Николя Клеман-Дезормом как единица тепловой энергии в лекциях в 1819—1824 годах. «Малая» калория была введена химиком Пьером Антуаном Фавром и физиком Иоганном Т. Зильберманом в 1852 году. В 1879 году Марцеллин Бертелот провел различие между грамм-калорией (современная калория) и килограммом-калорией (современная килокалория)).
Использование килограмма-калории (ккал) для питания было представлено профессором Уэслианского университета Уилбуром Олином Этуотером в 1887 году.
Современная калория (кал) была впервые признана единицей системы СГС в 1896 году вместе с уже существующей единицей энергии СГС, эрг (впервые предложенный Клаузиусом в 1864 году под названием эргон, и официально принятый в 1882 году).
Уже в 1928 году были серьёзные жалобы на возможную путаницу, возникающую из-за двух основных определений калорийности, и встал вопрос о том, разумно ли использовать заглавную букву для их различения. Использование калорий было официально осуждено девятой Генеральной конференцией по мерам и весам в 1948 году.

## Определения
Общий подход к определению калории связан с удельной теплоёмкостью воды и состоит в том, что калория определяется как количество теплоты, необходимое для нагревания 1 грамма воды на 1 градус Цельсия при стандартном атмосферном давлении 101 325 Па. Однако поскольку теплоёмкость воды зависит от температуры, то и размер определяемой таким образом калории зависит от условий нагревания. В силу сказанного и по причинам исторического характера возникли и существуют несколько различных видов калории, среди которых наиболее часто используются:
- Калория (калория международная) (русское обозначение: кал; международное: cal), 1 кал = 4,1868 Дж точно[9].
- Калория термохимическая (русское обозначение: калТХ; международное: calth), 1 калТХ = 4,1840 Дж точно[9][10][11].
- Калория 15-градусная (русское обозначение: кал15; международное: cal15), 1 кал15 ≈ 4,1855 Дж.

Эти три единицы различаются менее чем на 0,07 %, поэтому они взаимозаменяемы в расчётах и измерениях, не предполагающих высокой точности.
Использовались также 0-градусная калория, 20-градусная калория, 25-градусная калория, средняя калория. В частности, в СССР с 1934 по 1957 годы была стандартизована и применялась 20-градусная калория, равная с точностью до 0,02% количеству теплоты, необходимому для нагревания 1 грамма воды с 19,5 до 20,5 градусов Цельсия (4,181 Дж).
Международная калория была введена в 1929 году в Лондоне на 1-й Мировой конференции по свойствам воды и пара. Она была определена как 1/861100 часть «международного» киловатт-часа (который отличается от современного определения вследствие переопределения ватта в СИ: 1 абсолютный ватт, или ватт СИ, примерно равен 1,00019 старого «международного» ватта, использовавшегося с 1909 по 1948 годы).
Ранее калория широко использовалась для измерения энергии, работы и теплоты; «калорийностью» называлась теплота сгорания топлива. В настоящее время, несмотря на переход в систему СИ, в теплоэнергетике, системах отопления, коммунальном хозяйстве часто используется кратная единица измерения количества тепловой энергии — гигакалория (Гкал) (109 калорий). Для измерения тепловой мощности используется производная единица Гкал/ч (гигакалория в час), характеризующая количество теплоты, произведённой или использованной тем или иным оборудованием за единицу времени.
Кроме того, калория применяется при оценках энергетической ценности («калорийности») пищевых продуктов. Обычно энергетическая ценность указывается в килокалориях (ккал). Следует учитывать, что в диетологии и других близких сферах использования префикс кило- часто опускают, если это не может вызвать ошибок и разночтений, то есть килокалорию энергетической ценности называют просто калорией. Это обусловлено историческими причинами, поскольку прежде для калории и килокалории официально использовались термины малая калория и большая калория.
Для измерения количества энергии используются также мегакалория (1 Мкал = 106 кал) и теракалория (1 Ткал = 1012 кал).
| Кратные                                               | Кратные       | Кратные     | Кратные     | Дольные   | Дольные       | Дольные     | Дольные     |
| величина                                              | название      | обозначение | обозначение | величина  | название      | обозначение | обозначение |
| ----------------------------------------------------- | ------------- | ----------- | ----------- | --------- | ------------- | ----------- | ----------- |
| 101 кал                                               | декакалория   | дакал       | dacal       | 10−1 кал  | децикалория   | дкал        | dcal        |
| 102 кал                                               | гектокалория  | гкал        | hcal        | 10−2 кал  | сантикалория  | скал        | ccal        |
| 103 кал                                               | килокалория   | ккал        | kcal        | 10−3 кал  | милликалория  | мкал        | mcal        |
| 106 кал                                               | мегакалория   | Мкал        | Mcal        | 10−6 кал  | микрокалория  | мккал       | µcal        |
| 109 кал                                               | гигакалория   | Гкал        | Gcal        | 10−9 кал  | нанокалория   | нкал        | ncal        |
| 1012 кал                                              | теракалория   | Ткал        | Tcal        | 10−12 кал | пикокалория   | пкал        | pcal        |
| 1015 кал                                              | петакалория   | Пкал        | Pcal        | 10−15 кал | фемтокалория  | фкал        | fcal        |
| 1018 кал                                              | эксакалория   | Экал        | Ecal        | 10−18 кал | аттокалория   | акал        | acal        |
| 1021 кал                                              | зеттакалория  | Зкал        | Zcal        | 10−21 кал | зептокалория  | зкал        | zcal        |
| 1024 кал                                              | йоттакалория  | Икал        | Ycal        | 10−24 кал | иоктокалория  | икал        | ycal        |
| 1027 кал                                              | роннакалория  | Рнкал       | Rcal        | 10−27 кал | ронтокалория  | рнкал       | rcal        |
| 1030 кал                                              | кветтакалория | Квкал       | Qcal        | 10−30 кал | квектокалория | квкал       | qcal        |
| рекомендовано к применению применять не рекомендуется |               |             |             |           |               |             |             |

## Связь с другими единицами
Ниже используется стандартная международная калория: 1 кал = 4,1868 Дж.
- 1 Дж ≈ 0,2388458966 кал.
- 1 кВт·ч ≈ 0,859845 Мкал.
- 1 Гкал = 1163 кВт·ч (точно).
- 1 эВ = (1,602176634·10−19 / 4,1868) кал (точно) ≈ 3,8267331145·10−20 кал.
- 1 кал = (4,1868 / 1,602176634·10−19) эВ (точно) ≈ 2,6131950193·1019 эВ.
- 1 британская тепловая единица (BTU) ≈ 252 кал.
- 1 ккал ≈ 3,968 BTU.
- 1 эквивалент барреля нефти (BOE) ≈ 1,46 Гкал.
- 1 Гкал ≈ 0,684 BOE.
- 1 килотонна тротилового эквивалента = 1 ТкалТХ ≈ 1 Ткал.

### Связанные единицы

#### Фригория
Принятая в холодильной технике единица измерения холода, численно равная одной килокалории, взятой с обратным знаком. Одна фригория равна минус одной килокалории.

#### Термия
Единица измерения теплоты, численно равная 1 мегакалории (106 калориям).

#### Британская тепловая единица
BTU (британская тепловая единица) — единица, применяемая для измерения тепловой энергии в англоязычных странах. Её определение методологически близко к определению калории, но опирается на имперские единицы: 1 BTU равна энергии, необходимой для нагревания 1 фунта воды на 1 градус Фаренгейта. Численно равна 251,7 калориям

#### Килотонна ТНТ
Для измерения энерговыделения взрывных процессов используется тротиловый эквивалент. Ввиду почти точного, в пределах процентов, совпадения энергии взрывного разложения 1 грамма тротила (тринитротолуола, ТНТ) и 1 килокалории, условно принимается, что 1 килотонна ТНТ в энергетическом выражении соответствует 1 термохимической теракалории (1012 калориямТХ).

## Калорийность
| Питательное вещество | Килокалорий на грамм |
| -------------------- | -------------------- |
| Углеводы             | 3,75                 |
| Белки                | 4                    |
| Жиры                 | 9                    |
| Этиловый спирт       | 7                    |

Под калорийностью, или энергетической ценностью пищи, подразумевается количество энергии, которое получает организм при полном её усвоении. Чтобы определить полную энергетическую ценность пищи, её сжигают в калориметре и измеряют тепло, выделяющееся в окружающую его водяную баню. Аналогично измеряют и расход энергии человеком: в герметичной камере калориметра измеряют выделяемое человеком тепло и переводят его в «сожжённые» калории — таким образом можно узнать физиологическую энергетическую ценность пищи. Подобным способом можно определить энергию, требующуюся для обеспечения жизнедеятельности и активности любого человека. Таблица отражает эмпирические результаты этих испытаний, по которым и рассчитывается ценность продуктов на их упаковках. Искусственные жиры (маргарины) и жиры морепродуктов имеют эффективность 4—8,5 ккал/г, поэтому можно примерно узнать их долю в общем количестве жиров.